# Nymyrlidens naturreservat
Nymyrlidens naturreservat är ett naturreservat i Skellefteå kommun i Västerbottens län.
Området är naturskyddat sedan 2020 och är 6 hektar stort. Reservatet ligger norr om Boliden och består av äldre barrblandskog.